# Ann Svendsgaard Mathiesen
Ann Svendsgaard Mathiesen née le 18 septembre 1971, est une coureuse cycliste professionnelle danoise.

## Palmarès sur route
- 1999
  -  Championne du Danemark sur route
  - 3e du championnat du Danemark du contre-la-montre

## Palmarès sur piste

### Championnats nationaux
- 1995
  - 2e de la course aux points
- 1996
  - 2e de la poursuite
  - 3e de la course aux points
- 1997
  -  Championne de la poursuite
  - 2e de la course aux points
- 1998
  - 2e de la course aux points

## Palmarès en VTT

### Championnats du Danemark
- 1995
  - 3e du championnat du Danemark de cross-country